# Geomagnetisches Institut Potsdam

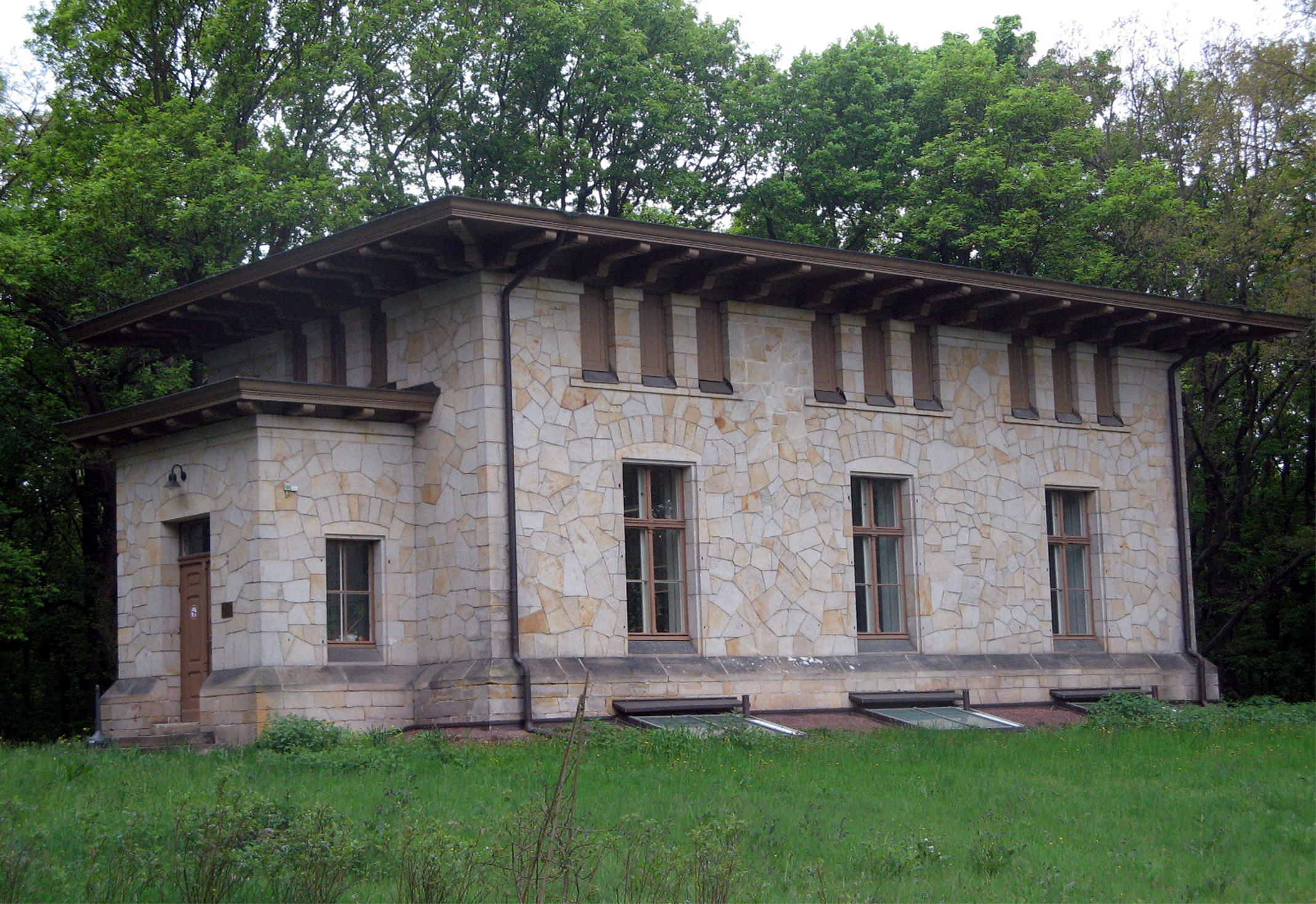
Variationshaus, 1888 errichtet. Beim Bau wurde auf eisenhaltige Baustoffe wie Nägel, Ziegelsteine und Zement verzichtet. Die Sandsteinblöcke (Wefenslebener Sandstein) greifen ineinander. Bindemittel ist Rüdersdorfer Kalk.

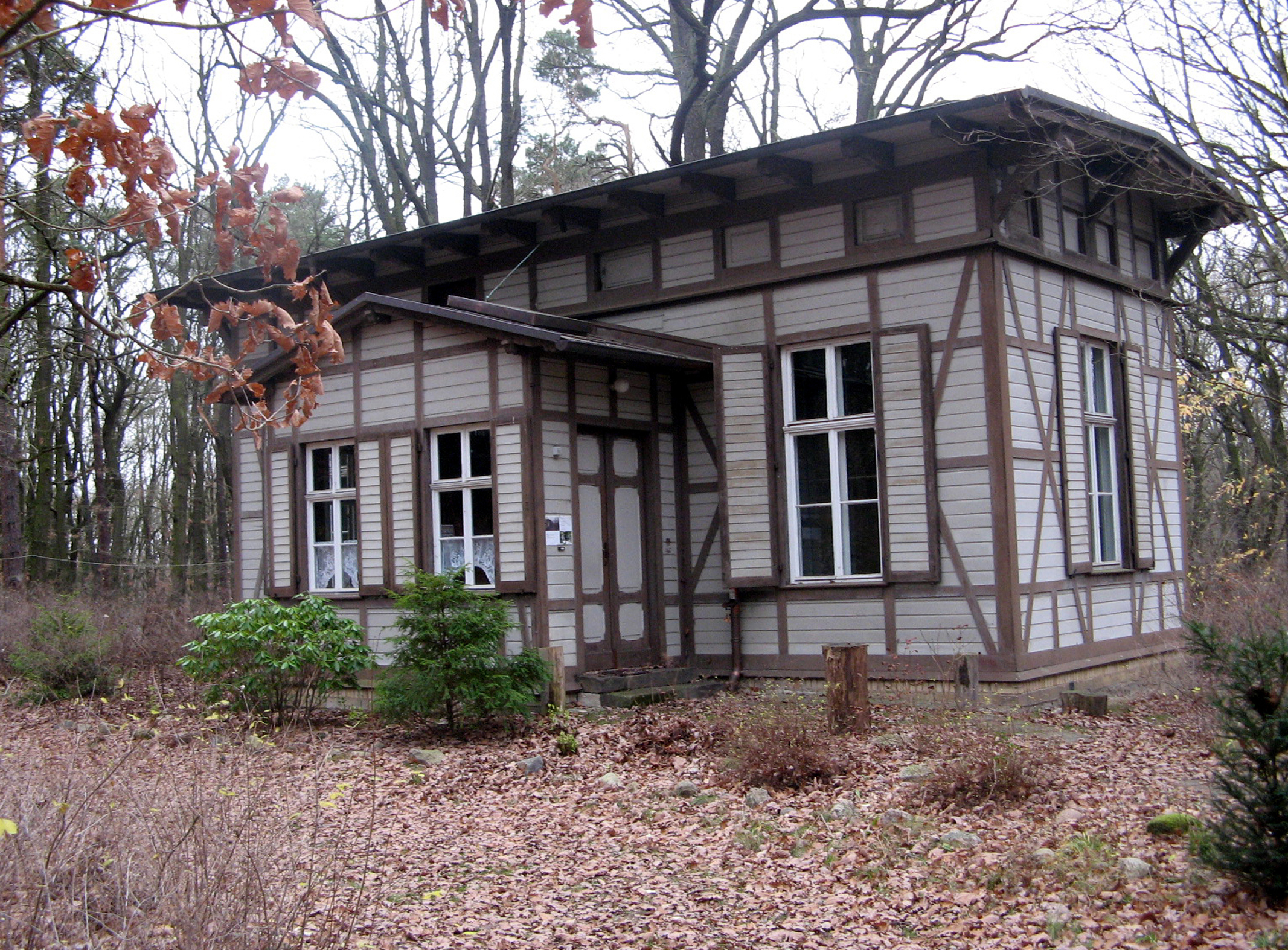
Waldhaus von 1897, eine eisenfreie Holzkonstruktion mit einem Sockel aus äußerst schwer magnetisierbarem Trias-Sandstein. Das Gebäude diente als Absoluthaus zur Messung der absoluten Intensität des Erdmagnetfeldes.

Das Geomagnetische Institut Potsdam war ein 1888 gegründetes Akademieinstitut auf dem Telegrafenberg im Südwesten von Potsdam. Es bestand bis 1991 und bildet heute die Sektion Geomagnetik im GeoForschungsZentrum Potsdam.
Das Institut wurde 1888 bis 1893 errichtet und erhielt ein Observatorium zur Erforschung des Erdmagnetismus, dem auch ein Meteorologisches Observatorium angegliedert war. Es bildete zusammen mit hier schon früher gebauten Observatorien eine Art Wissenschaftspark mit einheitlicher Architektur. Dazu gehörten das 1876 errichtete Astrophysikalische Observatorium und die 1889 für die Erdmessung gegründeten Einrichtungen (Geodätisches Institut Potsdam mit Geodätisch-Astronomischen Observatorien und dem Helmertturm).
Anlässlich der Akademiereform 1969 in der DDR wurden das Geomagnetische und das Geodätische Institut mit drei weiteren Einrichtungen in Jena und Ostberlin zum Zentralinstitut für Physik der Erde (ZIPE) zusammengefasst. Heute sind sie organisatorisch dem 1992 gegründeten GFZ zugeordnet, das weitere geophysikalische Forschungsgruppen umfasst.
Der Bereich Geomagnetik bildet im GFZ die Sektion 2.3, Erdmagnetfeld. Das Hauptgebäude des früheren Geomagnetischen Instituts ist das Süringhaus, in dem auch Teile der Meteorologie untergebracht sind (letztere ist aber dem Deutschen Wetterdienst zugeordnet). Mit anderen am Telegrafenberg ansässigen Instituten des Wissenschaftsparks Albert Einstein bestehen enge Kooperationen, unter anderem mit dem Alfred-Wegener-Institut für Polar- und Meeresforschung.